# Stelios Kitsiou
Stelios Kitsiou (Grieks: Στέλιος Κίτσιου; Thessaloniki, 28 september 1993) is een Grieks voetballer die doorgaans speelt als rechtsback. In februari 2025 verruilde hij Ankaragücü voor Pendikspor. Kitsiou maakte in 2015 zijn debuut in het Grieks voetbalelftal.

## Clubcarrière
Kitsiou speelde vanaf 2007 in de jeugdopleiding van PAOK Saloniki, in zijn geboorteplaats Thessaloniki. In 2012 tekende de verdediger zijn eerste professionele verbintenis voor PAOK. In dat jaar debuteerde hij ook in het eerste elftal. Op 20 oktober 2012 speelde Kitsiou zijn eerste wedstrijd, toen met 1–0 gewonnen werd van AEK Athene. Kitsiou mocht van coach Giorgos Donis in de blessuretijd invallen voor Stefanos Athanasiadis, die in de eenenvijftigste minuut had getekend voor de enige treffer in het duel. In het seizoen 2012/13 kwam hij uiteindelijk tot negen competitiewedstrijden. In de zomer van 2013 werd Huub Stevens aangesteld als nieuwe trainer van PAOK. Onder zijn leiding groeide Kitsiou uit tot een vaste basisspeler en in het seizoen 2013/14 speelde de rechtsback dertig wedstrijden in de Super League. Op 1 september 2013 was hij voor het eerst trefzeker. Tijdens een thuiswedstrijd tegen Panionios (4–1 winst) was hij goed voor een doelpunt. Op 21 november 2013 verlengde hij zijn verbintenis bij PAOK tot medio 2018. Het seizoen 2017/18 bracht Kitsiou door op huurbasis bij Sint-Truiden. In januari 2019 werd de verdediger voor de tweede maal verhuurd, dit keer aan Ankaragücü. Deze club nam hem in de daaropvolgende zomer over. Twee seizoenen later verkaste Kitsiou transfervrij naar Gaziantep. Begin 2023 keerde de Griek terug naar Ankaragücü. Pendikspor nam de verdediger in februari 2025 over.

## Clubstatistieken
| Seizoen | Club           | Competitie      | Competitie | Competitie | Beker | Beker | Internationaal | Internationaal | Totaal | Totaal |
| Seizoen | Club           | Competitie      | Wed.       | Dlp.       | Wed.  | Dlp.  | Wed.           | Dlp.           | Wed.   | Dlp.   |
| ------- | -------------- | --------------- | ---------- | ---------- | ----- | ----- | -------------- | -------------- | ------ | ------ |
| 2012/13 | PAOK Saloniki  | Super League    | 9          | 0          | 3     | 0     | —              | —              | 12     | 0      |
| 2013/14 | PAOK Saloniki  | Super League    | 30         | 1          | 5     | 0     | 11             | 1              | 46     | 2      |
| 2014/15 | PAOK Saloniki  | Super League    | 24         | 0          | 2     | 0     | 4              | 0              | 30     | 0      |
| 2015/16 | PAOK Saloniki  | Super League    | 22         | 0          | 2     | 0     | 8              | 1              | 32     | 1      |
| 2016/17 | PAOK Saloniki  | Super League    | 16         | 1          | 9     | 1     | 2              | 0              | 27     | 2      |
| 2017/18 | → Sint-Truiden | Eerste klasse A | 34         | 0          | 1     | 0     | —              | —              | 35     | 0      |
| 2018/19 | PAOK Saloniki  | Super League    | 2          | 0          | 3     | 0     | 0              | 0              | 5      | 0      |
| 2018/19 | → Ankaragücü   | Süper Lig       | 14         | 0          | 0     | 0     | —              | —              | 14     | 0      |
| 2019/20 | Ankaragücü     | Süper Lig       | 31         | 2          | 0     | 0     | —              | —              | 31     | 2      |
| 2020/21 | Ankaragücü     | Süper Lig       | 30         | 1          | 0     | 0     | —              | —              | 30     | 1      |
| 2021/22 | Gaziantep      | Süper Lig       | 32         | 0          | 1     | 0     | —              | —              | 33     | 0      |
| 2022/23 | Gaziantep      | Süper Lig       | 20         | 1          | 1     | 0     | —              | —              | 21     | 1      |
| 2022/23 | Ankaragücü     | Süper Lig       | 12         | 1          | 2     | 0     | —              | —              | 14     | 1      |
| 2023/24 | Ankaragücü     | Süper Lig       | 28         | 0          | 5     | 0     | —              | —              | 33     | 0      |
| 2024/25 | Ankaragücü     | 1. Lig          | 13         | 1          | 2     | 0     | —              | —              | 15     | 1      |
| 2024/25 | Pendikspor     | 1. Lig          | 10         | 1          | 0     | 0     | —              | —              | 10     | 1      |
| Totaal  | Totaal         | Totaal          | 327        | 9          | 36    | 1     | 25             | 2              | 388    | 12     |

Bijgewerkt op 11 juli 2025.

## Interlandcarrière
Kitsiou werd in augustus 2015 voor het eerst opgeroepen voor het Grieks voetbalelftal. Interim-bondscoach Kostas Tsanas riep de aanvaller op voor de EK-kwalificatiewedstrijden tegen Finland en Roemenië. Zijn debuut maakte hij tegen de Roemenen, op 7 september. Tijdens de wedstrijd (0–0 gelijkspel) mocht hij in de basis beginnen. Tsanas liet hem het gehele duel spelen. Een maand later liet de bondscoach hem opnieuw meespelen. Toen van Hongarije werd gewonnen met 4–3, speelde Kitsiou opnieuw negentig minuten mee.
| Interlands van Stelios Kitsiou voor Griekenland | Interlands van Stelios Kitsiou voor Griekenland | Interlands van Stelios Kitsiou voor Griekenland | Interlands van Stelios Kitsiou voor Griekenland | Interlands van Stelios Kitsiou voor Griekenland | Interlands van Stelios Kitsiou voor Griekenland |
| №                                               | Datum                                           | Wedstrijd                                       | Uitslag                                         | Competitie                                      | Goals                                           |
| Als speler van PAOK Saloniki                    | Als speler van PAOK Saloniki                    | Als speler van PAOK Saloniki                    | Als speler van PAOK Saloniki                    | Als speler van PAOK Saloniki                    | Als speler van PAOK Saloniki                    |
| ----------------------------------------------- | ----------------------------------------------- | ----------------------------------------------- | ----------------------------------------------- | ----------------------------------------------- | ----------------------------------------------- |
| 1                                               | 7 september 2015                                | Roemenië – Griekenland                          | 0 – 0                                           | EK 2016 kwalificatie                            |                                                 |
| 2                                               | 11 oktober 2015                                 | Griekenland – Hongarije                         | 4 – 3                                           | EK 2016 kwalificatie                            |                                                 |

Bijgewerkt op 11 juli 2025.

## Erelijst
| Kupello Elladas | 1 | 2016/17 |